# Sultanato di Ouaddaï
Il Sultanato di Ouaddaï, scritto anche Wadai o Ouadaï, in italiano Uadai (AFI: [waˈdai]), fu un regno musulmano, situato a est del lago Ciad, nell'attuale Ciad. Nacque nel XVI secolo separandosi dal Sultanato del Darfur (nell'attuale Sudan) a nord-est del regno di Baguirmi.
Nel 1635, i Maba e altri piccoli gruppi nella regione si mobilitarono per resistere al musulmano Abd al-Karim che aveva invaso il paese provenendo da est e che aveva rovesciato il gruppo governante dei Tunjur. 
Divenne il primo Kolak, o Sultano, di una dinastia che sopravvisse fino all'arrivo dei francesi. Durante gran parte del XVIII secolo, Ouadai resistette alla reincorporazione del Darfur.
L'esercito francese occupò la capitale Abéché nel 1909 e catturò l'ultimo sultano, ponendo fine alla resistenza e al regno nel 1912.
L'area fece da allora parte dell'Africa Equatoriale Francese fino al 1960 e successivamente della repubblica del Ciad.